# Draconarius pseudolateralis
Draconarius pseudolateralis là một loài nhện trong họ Amaurobiidae.
Loài này thuộc chi Draconarius. Draconarius pseudolateralis được Pakawin Dankittipakul & Jia-Fu Wang miêu tả năm 2004.